# Ivano-Frankivsk
Ivano-Frankivsk ili Ivano-Frankovsk, nekada Stanislaviv ili Stanislavov (ukrajinski Івано-Франківськ, nekada Станиславів; ruski: Ивано-Франковск, nekada Станиславов) grad je u jugozapadnoj Ukrajini, središte Ivano-Frankivske oblasti.

## Zemljopis
Grad se nalazi u karpatskoj regiji, oko 120 metara iznad morske razine. Kao što je slučaj i s većinom ostalih gradova u Ukrajini, klima je umjereno kontinentalna s toplim ljetima i relativno hladnim zimama.

## Povijest
Grad, nazvan Stanisławów, podignut je kao utvrda za zaštitu Poljsko-Litavske Unije od tatarske najezde. Izgrađena je na mjestu sela Zabolotiv, koje je bilo poznato od 1435. godine. Selo i zemlju oko njega kupio je Stanisław Rewera Potocki. Kupljeno se područje koristilo u rekreacijske svrhe, posebno za lov. Ime grada je kasnije nadjenuo Stanisławov sin, poljski plemić Andrzej Potocki, koji je ime gradu dao po svome ocu.

## Ime
Grad je osnovan kao Stanisławów, a prije 1962. godine je bio poznat i kao Stanislaviv (ukrajinski: Станиславів, poljski: Stanisławów, ruski: Станиславов, Станислав, njemački: Stanislau, hebrejski: סטאַניסלאוו). Godine 1962. je preimenovan u čast ukrajinskom piscu Ivanu Franku u Ivano-Frankivsk.

## Gradovi prijatelji
- Veliki Novgorod, Rusija
- Baia Mare, Rumunjska
- Brest, Bjelorusija[4]
- Chrzanów, Poljska
- Rybnik, Poljska (od 12. listopada 2001.)[5]
- Serpukhov, Rusija
- Opole, Poljska[6]

## Poznate osobe
- Aleksej Petrovič Cvetkov, književnik rođen u gradu

## Vanjske poveznice
- Službena stranica grada

### Ostali projekti
|  | Zajednički poslužitelj ima još gradiva o temi Ivano-Frankivsk |